# Vikram Chandra
Pour les articles homonymes, voir Vikram Chandra (homonymie) et Chandra.
Vikram Chandra, né le 23 juillet 1961 à New Delhi, en Inde, est un écrivain et scénariste indien, également professeur d'écriture créative à l'université de Californie à Berkeley, aux États-Unis.
Il est à distinguer d'un autre Vikram Chandra, journaliste et auteur de The Srinagar Conspiracy (Les Tigres d'Allah).

## Biographie
Étudiant du Mayo College à Ajmer, Rajasthan, et du St. Xavier’s College à Bombay (Mumbai), il obtient sa licence en anglais, avec une spécialisation en écriture de création, magna cum laude, au Pomona College de Claremont, Californie. Il suit ensuite des cours à la faculté de cinéma de l'université Columbia, à New York, qu'il quitte pour écrire son premier roman. En 1987, il passe son agrégation pour The Writing Seminars à l'université Johns-Hopkins.
Son père Navin Chandra est un fonctionnaire retraité ; sa mère Kamna Chandra est une écrivaine de scénarios pour films et pièces de théâtre hindi.
Il est marié à Melanie Abrams, également écrivain et professeur d'écriture créative à Berkeley. Il partage son temps entre Bombay (Mumbai) Inde, et Oakland, en Californie.
Une de ses sœurs, Tanuja Chandra, est également scénariste et réalisatrice de plusieurs films. Une autre de ses sœurs, Anupama Chopra, est une critique de cinéma et rédactrice consultante pour NDTV en Inde, tandis que son mari, Vinod Chopra, beau-frère de Vikram, est régisseur de cinéma.

## Œuvres
- 1995 : Red Earth and Pouring Rain, roman, Commonwealth Writers Prize for Best First Book et David Higham Prize for Fiction.
- 1997 : Love and Longing in Bombay recueil de récits, Commonwealth Writers Prize for Best Book (Eurasia region)
- 2000 : Mission Kashmir, scénario d'un film de Bollywood intitulé Mission Kashmir, film indien réalisé par Vidhu Vinod Chopra, et sorti en 2000 - coauteur Vikram Chandra.
- 2006 : Sacred Games, roman Publié en français sous le titre Le Seigneur de Bombay, Paris, Robert Laffont, 2008  (ISBN 2221107071) - Meilleur livre de l'année 2008 des lecteurs du magazine L'Express
- 2013 : Geek Sublime: Writing Fiction, Coding Software, essai Publié en français sous le titre Geek sublime. Une vision esthétique, littéraire, mathématique (et pleine d'autodérision) du codage, Paris, Robert Laffont, 2014  (ISBN 978-2-221-14448-0)

## Source
- (en) Cet article est partiellement ou en totalité issu de l’article de Wikipédia en anglais intitulé « Vikram Chandra » (voir la liste des auteurs).